# 共同费罗尔

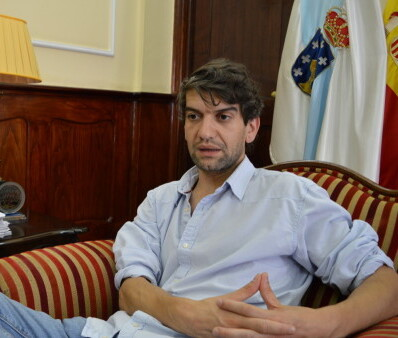
豪尔赫·苏亚雷斯，费罗尔市长（2015年-2019年）

共同费罗尔（缩写为FeC）是西班牙西北部加利西亚自治区港口城市费罗尔在2015年发生的一起左派市民运动，其目标是建立一个左翼政治选举联盟，以应对5月份的市政选举。它得到了革新-民族主义兄弟会、联合左翼以及我們能等政党的支持。

## 历史
联合左翼成员豪尔赫·苏亚雷斯被推选为市政选举候选人，参与2015年市议会选举。共同费罗尔在选举中获得了7142张选票，成为继人民党之后的第二大政治势力，得到了6个席位。在加利西亚社会主义者党和加利西亚民族主义集团的支持下，该党通过授权成功组建政府，豪尔赫·苏亚雷斯出任市长。
在2019年市政选举中，仅获得3个席位，加利西亚社会主义者党的安赫尔·马托接替他成为新任市长。

## 选举表现
| 费罗尔市议会 |        |      |       |        |
| 选举年份     | 总票数 | 排名 | %     | 议席数 |
| 2015年       | 7142   | #1   | 21.98 | 6 / 25 |
| 2019年       | 3663   | #3   | 10.71 | 3 / 25 |